# Тюремный надзиратель
Тюре́мный надзира́тель — сотрудник персонала тюрьмы или иного места заключения, отвечающий за наблюдение за заключёнными и обеспечение безопасности.
В частности, ведётся надсмотр за поведением заключённых, соблюдением порядка и правил, принятых в учреждении.

## В СССР и Российской Федерации
В СССР и Российской Федерации в 1960-е — 1990-е годы надзиратели официально назывались контролёрами, с подчинением ГУИН МВД СССР.
В современной России функции надзирателя выполняют младшие инспекторы отделов безопасности (режима) учреждений Федеральной службы исполнения наказаний
На уголовном жаргоне (на языке «арго») тюремные надзиратели в Союзе ССР именовались «вертуха́ями» В пенитенциарных учреждениях России тюремных надзирателей или контролёров называют по-разному: «дубаки», «попки», «попкари (пупкари)».
Вооружённые охранники обычно находятся на вышках по периметру учреждения, их основной задачей является предупреждение и пресечение побегов и нападений, осуществляемых путем преодоления внешнего ограждения (заграждения), а также мероприятия, направленные на пресечение попыток связи гражданских лиц и спецконтингента через заграждение, передачи запрещенных предметов через заграждение (пронос или провоз их контрабандой). Охранники несут службу с оружием — автоматами, пистолетами, а при необходимости могут быть вооружены пулеметами.
На внутренних постах учреждения работают сотрудники без оружия, оснащенные специальными средствами (дубинками, наручниками, газовыми баллончиками, тазерами). Они стоят на постах, дежурят в дежурных частях, в составе поисково-маневренных групп, обеспечивают соблюдение режима и мер надзора спецконтингентом при проведении работ в производственных и жилых зонах, при передвижении по территории учреждения, при приеме пищи и мытье в бане, при отбывании дисциплинарного взыскания в виде содержания в ШИЗО, ПКТ, ЕПКТ, казармах СУС. Они также привлекаются к работе в бюро посылок и передач, к краткосрочным и длительным свиданиям.